# Rewind the Film
Rewind the Film – jedenasty album studyjny walijskiego zespołu Manic Street Preachers, wydany 16 września 2013.

## Lista utworów
1. This Sullen Welsh Heart (feat. Lucy Rose)
2. Show Me the Wonder
3. Rewind the Film (feat. Richard Hawley)
4. Builder of Routines
5. 4 Lonely Roads (feat. Cate Le Bon)
6. (I Miss the) Tokyo Skyline
7. Anthem for a Lost Cause
8. As Holy as the Soil (That Buries Your Skin)
9. 3 Ways to See Despair
10. Running Out of Fantasy
11. Manorbier
12. 30-Year War